# Arcesilau I
Arcesilau I (en llatí Archesilaus, en grec antic Ἀρκεσίλαος "Arkesílaos") fou rei de Cirene entre els anys 590 aC i 574 aC. Era fill del primer rei Batos I, el fundador de la dinastia dels Batiades, segons Heròdot, i del seu regnat només se sap que va ser tranquil i va durar aproximadament uns setze anys.
Va morir potser el 574 aC i el va succeir el seu fill Batos II Eudamó (el pròsper).